# Фінн Павло Костянтинович
Павло Костянтинович Фінн (рос. Па́вел Константи́нович Финн; справжнє прізвище: Фінн-Хальфін; * 28 червня 1940, Москва, РРФСР, СРСР) — радянський і російський кіносценарист, кіноактор, журналіст. Заслужений діяч мистецтв РРФСР (1991).

## Життєпис
Народився в сім'ї письменника і драматурга Костянтина Яковича Фінна. Брат — Віктор Фінн (нар. 1933), дослідник у галузі штучного інтелекту та математичної логіки.
Закінчив сценарний факультет ВДІКу (1962, майстерня А. Я. Каплера, К. К. Парамонової, І. В. Вайсфельда)). Працював журналістом, у документальному кіно і на телебаченні. 
З 1968 року писав сценарії до ігрових фільмів. 
Викладав на Вищих курсах сценаристів і режисерів. У 1987—1998 рр. керував сценарними майстернями, а з 1999 року, спільно з В. І. Хотиненком і В. О. Фенченком, керував майстернею режисури ігрового фільму.

## Фільмографія
Актор:
- 1964: «Застава Ілліча» (гість)
- 2021: «Історія Олега Відова» / Oleg: The Oleg Vidov Story (США, документальний)

Сценарист:
- 1970: «Місія в Кабулі» (у співавт.)
- 1970: «Заблукалі» («Білий корабель») (у співавт.)
- 1973: «Вершник без голови» (у співавт.)
- 1973: «Зламана підкова» (у співавт.)
- 1975: «Новорічні пригоди Маші і Віті»
- 1977: «Озброєний і дуже небезпечний»
- 1977: «Освідчення в коханні»
- 1979: «День весілля доведеться уточнити» (у співавт.)
- 1980: «Двадцять шість днів із життя Достоєвського» (у співавт.)
- 1981: «Незрівняний Наконечников» (у співавт.)
- 1983: «Крижина в теплому морі»
- 1985: «Чужі тут не ходять» (у співавт.)
- 1986: «Свідок» (у співавт.)
- 1986: «Дитячий майданчик»
- 1986: «Плата за проїзд»
- 1989: «Леді Макбет Мценського повіту» (у співавт.)
- 1989: «Випадковий вальс»
- 1990: «Захід»
- 1990: «Я служив в апараті Сталіна, або Пісні олігархів» (у співавт. з С. Арановичем, док.-публіцистична стрічка)
- 1991: «Великий концерт народів або Дихання Чейн-Стокса» (у співавт. з С. Арановичем, док.-публіцистична стрічка про знищення єврейської інтелігенції)
- 1991: «Міф про Леоніда»
- 1993: «Помста блазня»
- 1993: «Шейлок»
- 1995: «За що?» (у співавт.)
- 1996: «Кар'єра Артуро Уї. Нова версія»
- 1997: «Ми діти твої, Москво» (к/м)
- 2000: «Врата Єви»
- 2000: «Таємниці палацових переворотів» (у співавт.)
- 2001: «Чудеса, та й годі, або Щука по-московськи»
- 2002: «Брейк-пойнт» (у співавт.)
- 2003: «Вечірній дзвін» (у співавт.)
- 2004: «Смерть Таїрова» (у співавт.)
- 2006: «Три дівчини» (у співавт.)
- 2006: «Рятувальники. Затемнення» (у співавт.)
- 2006: «Біси» (т/с)
- 2006: «Валізи Тульса Люпера. Російська версія» (у співавт.)
- 2007: «Яр» (у співавт.)
- 2008: «Подарунок Сталіну»
- 2009: «Чорта з два»
- 2011: «І не було краще брата» (у співавт.)
- 2011: «Фурцева» (т/с, у співавт.)
- 2013: «Вона» (у співавт.)
- 2013: «Роль» (у співавт.)

## Громадянська позиція
У березні 2014 року підписав лист «Ми з Вами!» на підтримку України, а також звернення проти політики російської влади у Криму.
У 2018 підтримав звернення Європейської кіноакадемії на захист ув'язненого у Росії українського режисера Олега Сенцова.